# Bulbophyllum bisepalum
Bulbophyllum bisepalum là một loài phong lan thuộc chi Bulbophyllum.